# 吉格梅·辛格·旺楚克

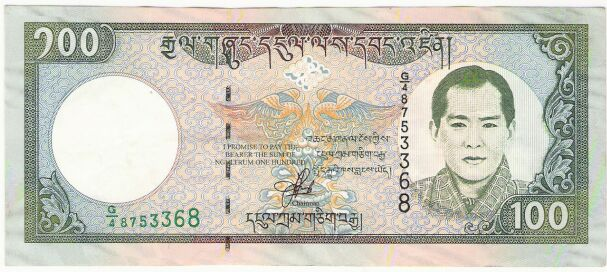
不丹幣100元上的辛格國王

吉格梅·辛格·旺楚克（宗喀語：འཇིགས་མེད་སེང་གེ་དབང་ཕྱུག་，威利：'Jigs-med Seng-ge dBang-phyug，THL：Jigme Singye Wangchuck，按藏語譯法：旺秋·晉美僧格；1955年11月11日—），前任不丹国王，現任不丹太上王。曾在印度和英国留学。1972年3月受封王储并任不丹计划委员会主席，同年7月24日登基，成为不丹王国旺楚克王朝的第4代国王兼任陆军总司令。

## 在位時期
他在位时期推广传统文化令洛昌人大为反感。

## 禪讓王位
2006年1月18日，辛格·旺楚克国王宣佈他將立即開始把政權移交給其子王儲吉格梅·凯萨尔·纳姆耶尔·旺楚克（Jigme Khesar Namgyal Wangchuck），讓王儲在2008年登基前獲得應有的執政經驗，而不丹更將於2008年首度舉行全國2008年不丹國會大選，依照議會民主制度選出新政府，成為議會民主制國家。辛格·旺楚克国王在2006年12月14日退位，傳位給他26歲的兒子吉格梅·凯萨尔·纳姆耶尔·旺楚克。

## 家庭生活
他有四位王后，四位王后是親姊妹。
1. 多杰·旺姆·旺楚克 1955年12月29日（69歲），作家，不丹艺术与文学节的赞助人，Tarayana基金会的创始人和农林部的首席赞助人。
  1. 次女: 索南·德钦·旺楚克 Sonam Dechen Wangchuck 1981年8月5日（43歲），哈佛法学硕士，不丹国家法律研究所的主席
    1. 配偶：乔治华盛顿大学管理和经济学位，在不丹财政部工作，是不丹银行的董事

  2. 次子: Jigyel Ugyen Wangchuck 1984年7月6日（41歲）
2. Tshering Pem Wangchuck 1957年12月20日（67歲），不丹青年发展基金会主席，不丹基金会联合主席
  1. 長女: Chimi Yangzom Wangchuck 1980年1月10日（45歲），哥伦比亚大学公共管理硕士学位，不丹青年发展基金会副主席，不丹生态学会的赞助人
    1. 配偶：哥伦比亚大学公共管理和全球事务硕士学位，实业家

  2. 四女: 克桑·卓登·旺楚克 Kesang Choden Wangchuck 1982年1月23日（43歲），毕业于斯坦福大学
    1. 配偶：前任不丹总理的儿子

  3. 五子: Ugyen Jigme Wangchuck 1994年11月11日（30歲）
3. 次仁·央东·旺楚克 1959年6月21日（66歲），不丹修女基金会创办人
  1. 長子: 吉格梅·凯萨尔·纳姆耶尔·旺楚克 1980年2月21日（45歲）
    1. 配偶：吉增·佩玛

  2. 三女: 德钦·央宗·旺楚克 Dechen Yangzom Wangchuck 1981年12月2日（43歲）
    1. 配偶：不丹审计长的儿子

  3. 四子: Jigme Dorji Wangchuck 1986年4月14日（39歲）
    1. 配偶：吉增·佩玛的姐姐
4. Sangay Choden Wangchuck 1963年5月11日（62歲），不丹纺织博物馆创办人，联合国人口基金的亲善大使
  1. 三子:Khamsum Singhye Wangchuck 1985年10月6日（39歲）
  2. 五女: 尤菲玛·卓登·旺楚克 Euphelma Choden Wangchuck 1993年（31—32歲）
    1. 配偶：吉增·佩玛的弟弟

## 榮譽

### 國内勛獎
- 不丹
  -  不丹皇家勋章（1974年7月24日頒發）
  -  雷龍偉大勝利勛章（英语：Order of Great Victory of the Thunder Dragon）（1985年9月29日頒發）
  -  皇家橘黃卡布尼（1972年6月16日頒發）
  -  吉格梅·辛格國王加冕典禮紀念獎章（2008年11月6日頒發）

### 外國勛獎
- 日本
  -  大勋位菊花章颈饰（1987年3月16日頒發）
- 尼泊尔
  -  最高貴的仁慈统治者勛章（英语：Order of Ojaswi Rajanya）（1988年10月5日頒發）
- 科威特
  -  穆巴拉克大帝勋章（英语：Order of Mubarak the Great）（1990年頒發）
- 巴林
  -  一級哈里發勛章（1990年頒發）
- 瑞典
  -  皇家六翼天使勋章（1994年頒發）

### 其他獎項
- 2005年，聯合國環境署，環境計劃獎全球冠軍。